# Claudio Datei
Claudio Datei (Modena, 31 luglio 1922 – Padova, 23 luglio 2012) è stato un ingegnere italiano, professore ordinario e poi emerito di costruzioni idrauliche dell'Università di Padova. È stato anche autore e coautore di numerosi libri di ingegneria idraulica.

## Primi anni
Nato a Modena il 31 luglio 1922, si trasferì a Mantova con la sua famiglia nel 1938. Si laureò a Padova in ingegneria idraulica undici anni dopo con una tesi di laurea sulle dighe a contrafforti, con Francesco Marzolo come relatore.

## Attività scientifica
La sua attività scientifica ha riguardato molteplici campi dell'ingegneria idraulica. Notevoli furono quelli sulle dighe.
In qualità di perito nel processo relativo al disastro del Vajont (9 ottobre 1963), riuscì a dimostrare che il tempo di caduta reale della frana era di circa 29 secondi, di molto più piccolo del valore minimo imposto dalla SADE per la verifica della condizione di sicurezza della diga. Nella stessa occasione dimostrò anche che la permeabilità del corpo franante non è significativo per le simulazioni dell'evento con un modello in scala ridotta del bacino. Difatti successive prove sperimentali mostrarono che con tempi di caduta di 30 secondi, il modello idraulico forniva risultati in accordo con quanto effettivamente avvenne.
Datei si occupò anche dei fenomeni idraulici riguardanti la laguna di Venezia, ed è stato un fermo sostenitore della necessità del MOSE per la difesa della città dalle alte maree.
A partire dalla fine degli anni '60, l'aumento della frequenza delle acque alte a Venezia iniziò ad essere imputato alla recente costruzione del canale Malomocco-Marghera; in particolare, con una trattazione matematica semplificata del fenomeno fisico, il celebre professore bolognese Giulio Supino mise in luce la possibilità che canali di una certa lunghezza e investiti da un'onda di marea possano manifestare un fenomeno di risonanza con un incremento medio dei livelli in laguna dell'8%.
Queste teorie furono sostanzialmente smentite dagli studi condotti negli anni successivi da Datei, anche assieme all'olandese J. J. Dronkers, al tempo uno dei massimi esperti nella simulazione numerica dei fenomeni idraulici delle lagune. Attualmente è stato accertato che l'aumento della frequenza delle "acque alte" negli ultimi 100 anni è in larga misura imputabile all'eustatismo e alla subsidenza, mentre l'effetto di risonanza dei canali lagunari, seppur presente, gioca un ruolo molto marginale.

## Attività di progettazione
Negli anni sessanta progettò, assieme all'ingegner Loredan, il LEB, un canale a cielo aperto lungo circa 16 km; esso è in grado di convogliare parte delle acque dell'Adige fino al fiume Guà per garantire l'irrigazione di una superficie agricola che si estende per diverse migliaia di ettari. Questa importante opera è oggetto di interesse anche da parte di studiosi stranieri.
Claudio Datei ha inoltre contribuito alla progettazione dell'idrovia Ticino-Mincio, la diga in terra del Laurenzana (ancora incompiuta) e il diversore del torrente Tallero nel fiume Adda.

## Opere di divulgazione
Datei è stato anche autore e coautore di numerosi libri aventi per argomento l'ingegneria idraulica. Viene riportato un elenco di quelli più significativi.
- Lezioni di idraulica
- Introduzione allo studio delle dighe
- Fognature
- Acquedotti (2000)
- Sistemazione dei corsi d'acqua
- Vajont: la storia idraulica (2003)
- Manuale sulla difesa dalle esondazioni e sulla chiusura delle rotte arginali (2012)

Realizzò anche un capitolo del Manuale dell'ingegnere - Nuovo Colombo (Hoepli) riguardante i criteri di progettazione per alcune tipologie di dighe.

## Impegni istituzionali ed onorificenze
È stato per molti anni membro del Consiglio Superiore dei Lavori Pubblici di Roma, del Comitato Tecnico del Magistrato alla Acque di Venezia e della delegazione speciale della Cassa per il Mezzogiorno. 
È stato socio effettivo dell'Istituto Veneto di Scienze, Lettere ed Arti, dell'Accademia Galileiana di Padova, dell'Accademia dei Concordi di Rovigo e dell'Accademia Virgiliana di Mantova.
Ricevette nel 1994 la medaglia d'oro del Ministero dei Lavori Pubblici.
A suo ricordo l'università di Padova premia annualmente uno studioso con una medaglia a lui dedicata nel corso di una giornata di lecture in suo ricordo .